# Miantochora lisa
Miantochora lisa är en fjärilsart som beskrevs av Claude Herbulot 1954. Miantochora lisa ingår i släktet Miantochora och familjen mätare. Inga underarter finns listade i Catalogue of Life.